# Magonsæte

Carte de la région occupée par les Magonsæte.

Les Magonsæte ou Magonsætan sont un peuple anglo-saxon installé dans l'ouest des Midlands, autour de Hereford, sur un territoire conquis sur le Pengwern cambrien. Ils apparaissent dans le Tribal Hidage sous le nom de Westerna (le nom Magonsæte n'apparaît qu'au IXe siècle d'après le nom de la cité romaine de Magnis), avec une superficie de 7 000 hides, soit autant que le Sussex ou que l'Essex.

## Histoire
Leur royaume apparaît probablement à la fin du VIe siècle ou au début du VIIe siècle et tombe rapidement dans l'orbite de la Mercie. Le premier roi des Magonsæte connu est un certain Merewalh, peut-être un fils du roi Penda de Mercie. Merewalh se convertit au christianisme vers 660 et épouse Eormenburh, une princesse du Kent. On lui connaît deux successeurs, Merchelm et Mildfrith, qui sont probablement ses fils. Ils sont principalement connu pour leurs liens avec Mildburh, la première abbesse de l'abbaye de Much Wenlock. Le diocèse de Hereford correspond à sa création au territoire des Magonsæte et les évêques de Hereford Walhstod, Torhthere et Tyrhtil sont inhumés dans le même tombeau que Mildfrith d'après un poème composé par leur successeur Cuthbert.
Le royaume des Magonsæte est annexé par la Mercie avant 740. Malgré la disparition de leur royaume, les Magonsæte restent une entité culturelle et politique distincte jusqu'au début du XIe siècle. Un certain Nothheard apparaît sur une charte de 872 en tant qu'ealdorman de ce peuple, et la Chronique anglo-saxonne rapporte, dans son récit de la bataille d'Assandun en 1016, que le contingent des Magonsætan est mené par l'ealdorman mercien Eadric Streona, qui leur fait déserter les rangs du roi Edmond Côte-de-Fer.